# Jesse Witten
Jesse Witten (Naples, 15 ottobre 1982) è un tennista statunitense.
Raggiunge il suo best ranking in singolare l'11 gennaio 2010 con la 163ª posizione; mentre nel doppio divenne, il 25 ottobre 2010, il 274º del ranking ATP. Il miglior risultato raggiunto in carriera è il terzo turno nell'US Open 2009 dove, dopo aver superato il torneo di qualificazioni e aver sconfitto il russo Igor' Andreev al primo turno e l'argentino Máximo González al secondo turno, è stato superato dal serbo Novak Đoković.
In carriera in singolare, è riuscito a conquistare due tornei challenger e otto tornei del circuito futures.

## Statistiche

### Singolare

#### Vittorie (0)
| Legenda                   |
| Grande Slam (0)           |
| ATP World Tour Finals (0) |
| ATP Masters 1000 (0)      |
| ATP World Tour 500 (0)    |
| ATP World Tour 250 (0)    |
| Challengers (2)           |
| Futures (8)               |

| Numero | Data              | Torneo                             | Superficie  | Avversario in finale | Punteggio        |
| 1.     | 25 luglio 2004    | USA F20 Futures 2004, Joplin       | Cemento     | Raphael Durek        | 6-2, 5-7, 6-2    |
| 2.     | 28 agosto 2005    | Ecuador F1 Futures 2005, Guayaquil | Cemento     | Marcel Felder        | 6-4, 6-4         |
| 3.     | 4 settembre 2005  | Ecuador F2 Futures 2005, Guayaquil | Cemento     | Brian Dabul          | 7–6(5), 6-2      |
| 4.     | 15 gennaio 2006   | USA F1 Futures 2006, Tampa         | Cemento     | Tobias Clemens       | 6-4, 6-0         |
| 1.     | 19 febbraio 2006  | Joplin Challenger 2006, Joplin     | Cemento     | Benjamin Becker      | 6-3, 7–6(6)      |
| 5.     | 5 marzo 2006      | USA F5 Futures 2006, Harlingen     | Cemento     | Alberto Francis      | 7–6(3), 6-3      |
| 2.     | 30 settembre 2007 | Tulsa Challenger 2007, Tulsa       | Cemento     | Donald Young         | 7–6(8), 7-5      |
| 6.     | 1º febbraio 2009  | USA F3 Futures 2009, Plantation    | Terra rossa | Nicolás Todero       | 7-5, 4-6, 6-4    |
| 7.     | 1º marzo 2009     | USA F5 Futures 2009, Harlingen     | Cemento     | Uladzimir Ihnacik    | 7-5, 6-4         |
| 8.     | 14 giugno 2009    | USA F12 Futures 2009, Loomis       | Cemento     | Artem Sitak          | 4-6, 7–6(5), 6-2 |

### Doppio

#### Vittorie (0)
| Legenda doppio            |
| Grande Slam (0)           |
| ATP World Tour Finals (0) |
| ATP Masters 1000 (0)      |
| ATP World Tour 500 (0)    |
| ATP World Tour 250 (0)    |
| Challengers (1)           |
| Futures (1)               |

| Numero | Data             | Torneo                          | Superficie  | Compagno           | Avversari in finale                | Punteggio   |
| 1.     | 1º febbraio 2009 | USA F3 Futures 2009, Plantation | Terra rossa | Tigran Martirosyan | Stephen Bass Todd Paul             | 6-2, 6-3    |
| 1.     | 4 aprile 2010    | Tennis Napoli Cup 2010, Napoli  | Terra rossa | Dustin Brown       | Rohan Bopanna Aisam-ul-Haq Qureshi | 7–6(4), 7-5 |